# Femme et enfant au balcon
Femme et enfant au balcon (Nederlands: Moeder en kind op het balkon) is een schilderij van de Franse impressionistische kunstschilderes Berthe Morisot, geschilderd in 1872, 60 x 50 centimeter groot. Het toont een moeder met haar dochtertje, die vanuit een terras in het 16e arrondissement (Parijs) in de verte kijken. Het werk bevindt zich in de particuliere Ittleson collectie te New York.

## Context
Berthe Morisots zus Edma woonde in de jaren 1870 met haar man Adolphe Pontillon in haar ouderlijk huis op een heuvel in de voormalige gemeente Passy, die in 1860 bij Parijs was gevoegd. Morisot maakte meerdere portretten van haar zus en ook op dit schilderij wordt ze geportretteerd, gekleed in het zwart vanwege het overlijden van haar en Berthes vader, samen met haar dochtertje Jeanne. Ze kijken vanuit het terras van een restaurant of hotel uit op de kort daarvoor opengestelde tuinen van de Trocadéro. Op de voorgrond stroomt de Seine, en op de achtergrond zien we de skyline van Parijs met de koepel van de Hôtel des Invalides. Edma staat beschermend over haar dochtertje gebogen. Door de blik van haar dochter te richten op de tuinen aan haar voeten lijkt ze de aandacht af te leiden van de stad in de verte, die gezien kan worden als een oord vol gevaren waarvoor ze zich moet hoeden. Het typeert Morisots aandacht voor moeder-dochter relaties en opvoedingsvraagstukken, die in meerdere van haar werken terugkeert.

## Afbeelding
In Femme et enfant au balcon nodigt Morisot de kijker als het ware uit om de onschuldige blik van het jonge kind te volgen. Dit stijlmiddel was eerder al toegepast door haar zwager Édouard Manet in diens schilderij Gare Saint-Lazare (1873), waar een meisje door de spijlen van een hek naar het spoorwegemplacement kijkt. Beide schilderijen vestigen de aandacht op wat er achter het hek te zien is. In de verte ligt de grote stad, die eigenlijk geen geschikt terrein werd gevonden voor een nette vrouw. Vergelijkbaar met de schouwburg bieden de balustrade en de tuin daarachter een soort beschermende omgeving die toch nog contact mogelijk maakt met de 'boze buitenwereld', die uiteindelijk blijft intrigeren.
Morisot heeft zich voor dit schilderij ontegenzeggelijk laten inspireren door Manets Le Balcon (1868-1869), waarvoor ze zelf poseerde. In de uitwerking toont Morisot echter nadrukkelijk haar eigen stijl, die sterker dan die van haar latere zwager werd beïnvloed door de uitgangspunten van het impressionisme. Waar Manets balkonportret nog was ontstaan na diverse afzonderlijke poseersessies, lijkt Femme et enfant au balcon duidelijk geschilderd naar de directe waarneming, op basis van een 'en plein air' geschilderde studie in waterverf. Morisots figuren staan ook veel meer in een natuurlijke houding, niet zo opgeprikt als de personen in het werk van Manet, die duidelijk voelen dat ze bekeken worden. Morisots penseelvoering is daarbij losser en haar palet lichter. Door de focus te leggen op de relatie tussen moeder en kind wordt het schilderij ontdaan van elke pretentie, geschilderd direct naar het leven, gezien door vrouwelijke ogen.

## Galerij

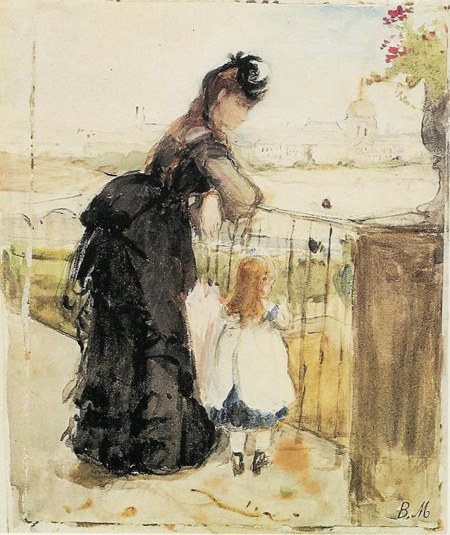
Studie in waterverf (1872)
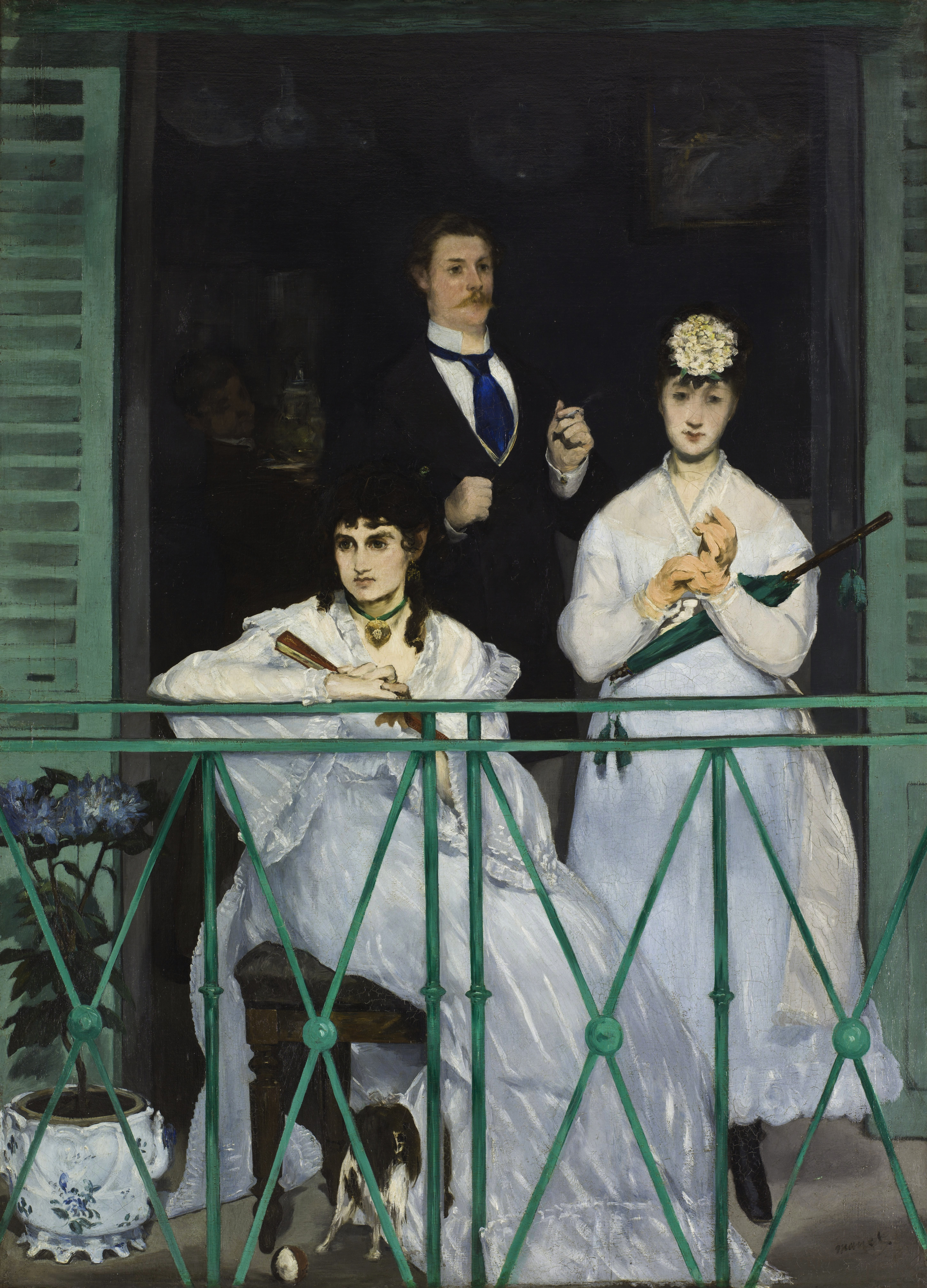
Manets Le Balcon (1868-1869)
Manets Gare Saint-Lazare (1873)